# Adoração dos Reis Magos (Rubens, Lyon)
A Adoração dos Reis Magos é uma pintura de c.1617-18 de Peter Paul Rubens. Está agora no Musée des Beaux-Arts de Lyon.
Uma vez que é horizontal em vez de vertical, provavelmente foi encomendado para uma coleção privada em vez de como um retábulo. Peter C. Sutton sugeriu que, como os tratamentos de Rubens sobre este assunto em formatos verticais eram para comissões eclesiásticas conhecidas como retábulos, o formato horizontal, que é compartilhado com a Adoração de Rubens pintada para o Statenkamer da prefeitura de Antuérpia, c.1608-09, poderia sugerir que a pintura de Lyon também era uma comissão secular. . 

## Temática
A Adoração dos Reis Magos (do título da seção em latim da Vulgata, A Magis adoratur) é o nome tradicionalmente dado ao tema cristão parte da Natividade, no qual os três reis magos, representados como reis vindos do oriente, tendo encontrado Jesus ao seguir a estrela de Belém, colocam aos pés do Menino Jesus presentes de ouro, incenso e mirra. Eles também o adoram como "rei dos judeus". Este evento foi relatado no Evangelho de Mateus .